# Bia actoriaena
Bia actoriaena är en fjärilsart som beskrevs av Jacob Hübner 1819. Bia actoriaena ingår i släktet Bia och familjen praktfjärilar. Inga underarter finns listade i Catalogue of Life.